# Jakob Baumgartner
Jakob Baumgartner (* 18. November 1926 in Montlingen; † 14. September 1996 in  Immensee) war ein Schweizer Liturgiewissenschaftler.
Baumgartner wurde in Montlingen als Sohn eines Schmieds und als achtes von zehn Kindern geboren. 1948 legte er die Matura an der höheren Handelsschule in Neuenburg ab. 1950 trat er in das Noviziat der Missionsgesellschaft von Bethlehem-Immensee (SMB) ein. 1957 wurde er zum Priester geweiht. Bei Balthasar Fischer in Trier promovierte er 1968 mit der zweibändigen Dissertation Mission und Liturgie in Mexiko. Von 1969 bis 1991 lehrte er als Professor für Liturgiewissenschaft an der Universität Fribourg. Am 19. September 1996 wurde er auf dem Friedhof des Missionshauses Immensee begraben.

## Veröffentlichungen
- [Mit Josef Bommer:] Buss- und Versöhnungsfeiern. Pastoraltheologische Einführung und liturgische Modelle. Benziger / Herder, Einsiedeln, Zürich, Köln, Freiburg im Breisgau, Wien 1972.
- Das Sakrament der Taufe. Kanisius Verlag / Verlag Sankt Gabriel, Freiburg (Schweiz), Mödling bei Wien 1976.
- Das Kirchenjahr. Kleine Einführung. Kanisius Verlag / Verlag Sankt Gabriel, Freiburg (Schweiz), Mödling bei Wien 1978.
- Der Sonntag, Tag des Herrn. Kanisius Verlag, Freiburg (Schweiz) 1978.
- [Als Herausgeber:] Gläubiger Umgang mit der Welt. Die Segnungen der Kirche. Benziger / Herder, Einsiedeln, Zürich, Freiburg im Breisgau, Wien 1976.
- [Als Herausgeber:] Wiederentdeckung der Volksreligiosität. Pustet Verlag, Regensburg 1979, ISBN 978-3-7917-0581-1.